# 李殷泰
李殷泰（1924年—2019年5月9日），男，广西贵县人，中国钢铁冶金专家，從东北工学院畢業後留校任教，曾任东北工学院教授、博士生导师以及中华人民共和国冶金工业部熔融還原專家組副組長。